# Salsola robinsonii
Salsola robinsonii är en amarantväxtart som beskrevs av Viktor Petrovitj Botjantsev. Salsola robinsonii ingår i släktet sodaörter, och familjen amarantväxter. Inga underarter finns listade i Catalogue of Life.